# Ivan Cheparinov
Ivan Cheparinov (Asenovgrad, 26 de noviembre de 1986) es un ajedrecista búlgaro, triple campeón de ajedrez de su país (en los años 2004, 2005 y 2012), campeón de Europa (2007) y Gran Maestro Internacional desde el año 2004.

## Biografía
Ivan Cheparinov aprendió a jugar al ajedrez con tan sólo 5 años de mano de su padre, Nedeltscho (1958). En el año 2000 se proclamó campeón juvenil de Bulgaria.
Después de haber conseguido sus dos primeros campeonatos de ajedrez de categoría superior de su Bulgaria (2004 y 2005), en el año 2007 ganó al mismo tiempo el campeón de Europa y el Torneo Sigeman & Co en Malmö (Suecia).
En el año 2012 consiguió la victoria en la Politiken Cup de Copenhague (Dinamarca).
En marzo de 2013 era el segundo mejor jugador de su país y el 38.º a nivel mundial.
Durante varios años ha estado jugando radicado en España

## Asistente deVeselin Topalov
Durante los campeonatos mundiales organizados por la Federación Internacional de Ajedrez (FIDE) en el año 2005 en San Luis (Argentina) fue asistente de su compatriota Veselin Topalov, que consiguió el título, y también lo fue en la edición del año siguiente en Elistá (Rusia).
Cheparinov se hizo conocido ampliamente en 2008, tras negar el saludo antes de una partida al inglés Nigel Short, hecho que le supuso perder directamente la partida, en el Torneo de Wijk aan Zee. Parece ser que la causa de este comportamiento eran unas críticas hechas años atrás por Short a su compañero Topalov.

## Palmarés (selección)
- 2000. Campeón de ajedrez juvenil de Bulgaria.
- 2004. Campeón de ajedrez de Bulgaria.
- 2005. Campeón de ajedrez de Bulgaria.
- 2007. Campeón de Europa.
- 2009. Torneo Magistral Ruy López (España)
- 2010. Torneo Magistral Ruy López (España)[5]
- 2012. Campeón de ajedrez de Bulgaria.
- 2012. Primer puesto Politiken Cup.
- 2014. Torneo de Gibraltar.